# Silnik repulsyjny
Silnik repulsyjny – silnik komutatorowy, w którym jednofazowe uzwojenie stojana jest zasilane prądem przemiennym, a szczotki umieszczone na komutatorze są zwarte. Uzwojenia stojana oraz wirnika nie są ze sobą połączone. Regulacja prędkości obrotowej odbywa się przez zmianę kąta położenia szczotek.
Jedną z odmian silnika repulsyjnego jest silnik Deriego, posiadający dwa zestawy szczotek – jeden nieruchomy, drugi ruchomy. Układ ten zapewnia płynniejszą regulację prędkości obrotowej i lepszą komutację niż w zwykłym silniku repulsyjnym.